# Pécs
Pour le dispositif de communication par échange d'images, voir PECS.
Pécs (hongrois : Pécs [ˈpeːʧ] ; allemand : Fünfkirchen ; anciennement en français Cinq-Églises) est une localité hongroise, ayant le rang de ville de droit comital et siège du comitat de Baranya. Chef-lieu de la micro-région de Pécs, elle se situe dans le sud du pays, en Transdanubie, au pied du massif du Mecsek.
La ville se situe sur l'ancien site de Sopianæ, fondée par les Romains avant le IVe siècle et perdue lors de la chute de l'empire. Le site est par la suite mentionné dès 871 sous le nom de Quinque Basilicæ. L'arrivée des Magyars dans le bassin du moyen-Danube se traduit par la fondation en l'an 1000 du Royaume de Hongrie. Le premier roi du pays, Étienne Ier de Hongrie, adoube l'évêché local en 1009. À partir de 1235, la ville est connue sous le nom de Pécs. En 1367, Louis Ier de Hongrie y fonde la première université du pays. Au XVe siècle, la ville devient ainsi un haut lieu de l'humanisme de la Renaissance.
Elle est prise par les Ottomans au XVIe siècle ce qui contribue à l'enrichissement de son patrimoine. Durant la période autrichienne, Pécs (et Fünfkirchen jusqu'en 1867) poursuit son développement sous l'ère industrielle et devient un haut lieu de la production de céramique.
Cinquième ville de l'actuelle Hongrie, son patrimoine est distingué en 2010 lorsque la commission européenne fait de Pécs la capitale européenne de la culture aux côtés d'Essen et d'Istanbul. En 1988 et 2015 Pécs a accueilli les dixième et dix-neuvième éditions du festival Europa Cantat.

## Nom et attributs

### Toponymie
La dénomination romaine à l'époque de la Pannonie antique, était Sopianæ. Son nom magyar vient du slave peči signifiant « caves » ou « fours », qui a aussi donné les formes croate Pečuh, serbe Pečuj ou Печуј, slovaque Päťkostolie, roumaine Beci et turque Peçuy, mais la ville avait aussi un nom allemand, Fünfkirchen, traduit en latin Quinque Ecclesiae, en italien Cinquechiese et en français Cinq-Églises.

## Site et localisation

### Climat
| Mois                                  | jan.       | fév.       | mars       | avril     | mai       | juin      | jui.      | août      | sep.      | oct.      | nov.       | déc.       | année      |
| ------------------------------------- | ---------- | ---------- | ---------- | --------- | --------- | --------- | --------- | --------- | --------- | --------- | ---------- | ---------- | ---------- |
| Température minimale moyenne (°C)     | −2,2       | −1         | 2,5        | 6,9       | 11,2      | 14,8      | 16,5      | 16,6      | 12,2      | 7,7       | 3,2        | −1,3       | 7,3        |
| Température moyenne (°C)              | 0,6        | 2,5        | 6,9        | 11,8      | 16,4      | 20        | 22        | 22,1      | 17,1      | 12        | 6,4        | 1,2        | 11,6       |
| Température maximale moyenne (°C)     | 3,4        | 6,1        | 11,4       | 16,9      | 21,6      | 25,4      | 27,6      | 27,6      | 22,1      | 16,5      | 9,6        | 3,7        | 16         |
| Record de froid (°C) date du record   | −19,1 1985 | −20,4 1985 | −16,2 2018 | −5,5 1994 | 1,5 1985  | 3,1 1997  | 6,1 1996  | 7 1981    | 1,9 2001  | −7,8 1998 | −13,5 1997 | −22,1 1996 | −22,1 1996 |
| Record de chaleur (°C) date du record | 17 2002    | 21,8 1998  | 23,4 1990  | 29,3 2012 | 32,3 2003 | 36,7 2021 | 38,6 2007 | 38,2 2012 | 34,3 2008 | 29,9 1988 | 21,9 1996  | 19,5 2009  | 38,6 2007  |
| Ensoleillement (h)                    | 81,4       | 94         | 159,1      | 207,4     | 255,5     | 276,5     | 300       | 285       | 189,3     | 156       | 92,3       | 66,3       | 2 162,8    |
| Précipitations (mm)                   | 32,9       | 39         | 35,3       | 54,2      | 86,1      | 86,8      | 91,8      | 73,1      | 83,4      | 70,5      | 63,9       | 50,2       | 767,2      |
| Nombre de jours avec précipitations   | 6,8        | 7,5        | 7,4        | 8,4       | 10,7      | 9,6       | 8,9       | 7,6       | 9,1       | 8,2       | 9,5        | 9,1        | 102,8      |

## Histoire
À la suite de l'expansion en Europe centrale de l'Empire romain, apparaît ici la ville de Sopianæ. Le roman de Pannonie est alors la langue de la région, auparavant celtique, et Sopianæ devint une importante ville chrétienne, avec un évêque, lors de la première moitié du IVe siècle. Lors des grandes migrations, après le passage des peuples germaniques, des Huns et des Avars, ce sont les Slaves qui s'installent dans la région et qui nomment la ville Peči (« caves » ou « fours »). L'Empire carolingien vassalise les Slaves et établit ici ses marches orientales : en 871 Peči est mentionnée sous le nom de Quinque Basilicae (« cinq basiliques ») qui se réfère aux cinq anciennes basiliques chrétiennes. Les documents plus tardifs donnent le nom de Quinque Ecclesiae (« cinq églises », d'où son nom français).
Le nom hongrois de Pécs apparaît probablement au temps de l'installation des Magyars au IXe siècle : il est attesté dans les documents en 1235. À l'incitation du chancelier du roi qui était aussi le maire de la ville, Louis Ier de Hongrie fonde à Pécs en 1367 la Studium Generale, première université de Hongrie. Après la défaite de Louis II à bataille de Mohács en 1526, Pécs, d'abord pillée et brûlée par les troupes de l'Empire ottoman, est ensuite intégrée dans la Hongrie ottomane et se relève de ses cendres comme marché céréalier, de bétail et de chevaux. En 1527 elle est intégrée dans la Hongrie royale par Ferdinand Ier de Habsbourg, reprise par l'Empire ottoman en 1529 sous le règne du sultan Soliman le Magnifique (qui y fait élever les mosquées Kássim Gázi et Hassan Jákobáli), et enfin définitivement incluse en Hongrie royale en 1686 par Louis-Guillaume Ier de Bade. 
À l'époque du royaume habsbourgeois de Hongrie, la manufacture de porcelaine Zsolnay de Pécs contribue à la prospérité de la ville. En 1780, Pécs reçoit le rang de ville libre royale de la reine et impératrice Marie-Thérèse d'Autriche. À l'époque austro-hongroise, la manufacture Zsolnay fournit des millions de tuiles vernissées polychromes qui devinnent la signature de l'architecte hongrois Ödön Lechner dans beaucoup de villes des pays de la Couronne de saint Étienne. Pécs est alors une cité cosmopolite et multiculturelle où se croisent essentiellement des Hongrois, mais aussi des Souabes du Danube, des Croates, des Serbes et des Juifs.

## Population
| 1870   | 1890   | 1900   | 1910   | 1920   | 1930   |
| ------ | ------ | ------ | ------ | ------ | ------ |
| 30 821 | 43 869 | 53 721 | 60 237 | 58 808 | 74 395 |

| 1941   | 1949   | 1960    | 1970    | 1980    | 1990    |
| ------ | ------ | ------- | ------- | ------- | ------- |
| 88 473 | 88 302 | 114 655 | 149 253 | 168 715 | 170 039 |

| 2001    | 2011    | 2022    | 2024    | - | - |
| ------- | ------- | ------- | ------- | - | - |
| 162 489 | 156 049 | 139 647 | 140 330 | - | - |

## Équipements

### Éducation
Bien que l'université de Pécs (Pécsi Tudományegyetem) soit dispersée sur plusieurs campus de la ville, les étudiants peuvent profiter dans le quartier de Boszorkány d'installations réhabilitées après la période communiste.

### Vie culturelle
- Théâtre de marionnettes de l'Aigrette

## Transports

### Transport routier
En tant que centre de la région transdanubienne du sud et du comté de Baranya, Pécs est le point de rencontre des routes d'importance nationale. 
La ville est accessible depuis la capitale via l’autoroute M6 et l’autoroute M60. 
La route principale 6 qui traverse Pécs est le principal axe routier est-ouest de la ville. 
Elle part de Budapest et, sur son chemin vers Pécs, traverse également des villes importantes telles que Dunaújváros ou Paks. Elle traverse la frontière entre la Croatie et la Hongrie à l'ouest à Barcs,
La ville est reliée à trois autres autoroutes nationales secondaires : la route principale 57 (Pécs – Mohács), la route principale 58 (Pécs – Drávaszabolcs) et la route principale 66 (Pécs – Kaposvár).

### Transport ferroviaire
La ville est le terminus de la ligne ferroviaire électrifiée à voie unique de la ligne de Pusztaszabolcs à Pécs. 
Sur la ligne ferroviaire principale, la liaison avec la capitale est assurée par des trains InterCity.

### Transport aérien
L’aéroport international de Pécs-Pogány a été inauguré en 2003.

## Économie
Plusieurs zones industrielles.

### Monuments
- Église Notre-Dame-de-la-Chandeleur
- Nécropole paléochrétienne de Pécs
- Chapelle funéraire paléochrétienne
- Cella septichora
- Mausolée paléochrétien
- Chambre sépulcrale à la Cruche
- Chambre sépulcrale Pierre-et-Paul
- Mosquée Kázim Gázi
- Mosquée Hassan Jákováli
- Fontaine Zsolnay
- Bastion Barbakán
- Cathédrale Saint Pierre et Saint Paul
- Palais épiscopal
- Calvaire de Pécs
- Église de la Toussaint
- Chapelle de Havihegy
- Église des Ermites de Saint-Paul
- Théâtre National
- Palais de la Poste
- Statue Zsolnay
- Synagogue de Pécs
- Mosquée du Pacha Jakowali Hassan
- Musée Zsolnay
- Collection Ferenc Martyn
- Muzeo Vasarely (hu) (Musée Vasarely)
- Musée Csontváry
- Musée de Dom
- Musée en plein air Pierre Székely
- Galerie d'Art Moderne
- Sculptures de Erzsébet Schaár
- Bibliothèque de l'Université

Curiosité : dans la rue Janus Pannonius — non loin de la cathédrale — en face de la plaque commémorative de l'ethnographe Dr Berze Nagy János, on trouve les murs des cadenas. Ces murs contiennent plusieurs centaines de cadenas fermés. Ce sont les amants ou les couples, qui y accrochent leurs cadenas pour faire la preuve de leur fidélité.

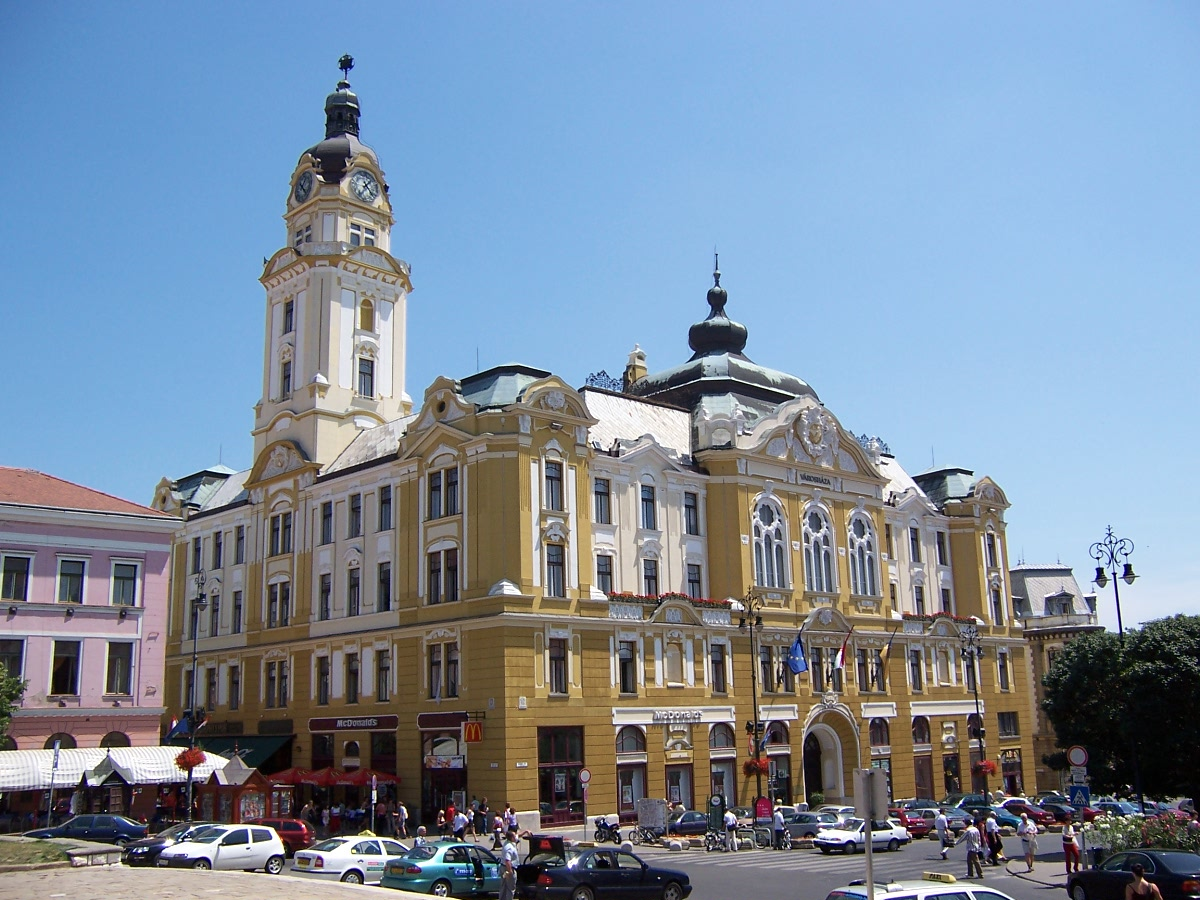
Hôtel de ville.
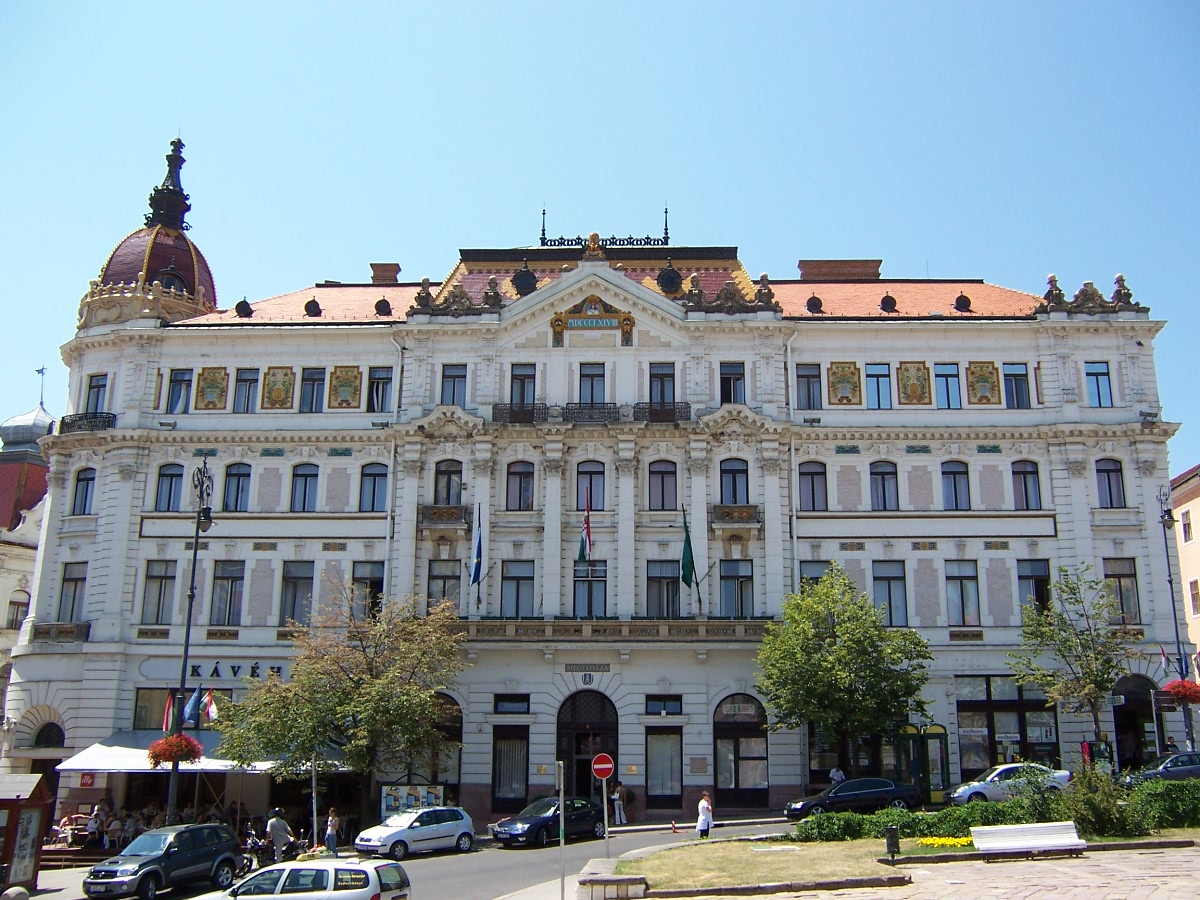
Préfecture du comitat de Baranya.
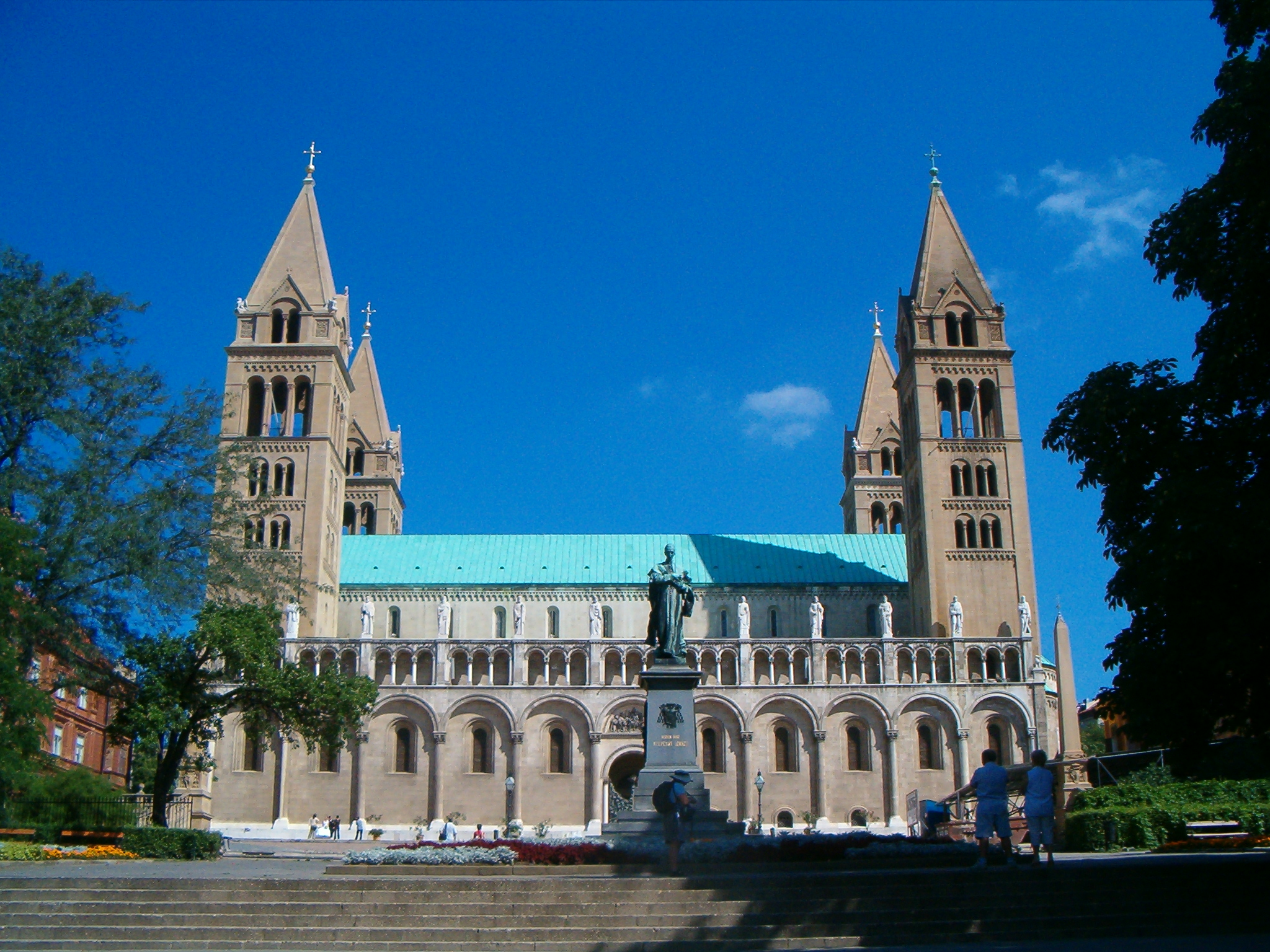
Cathédrale.
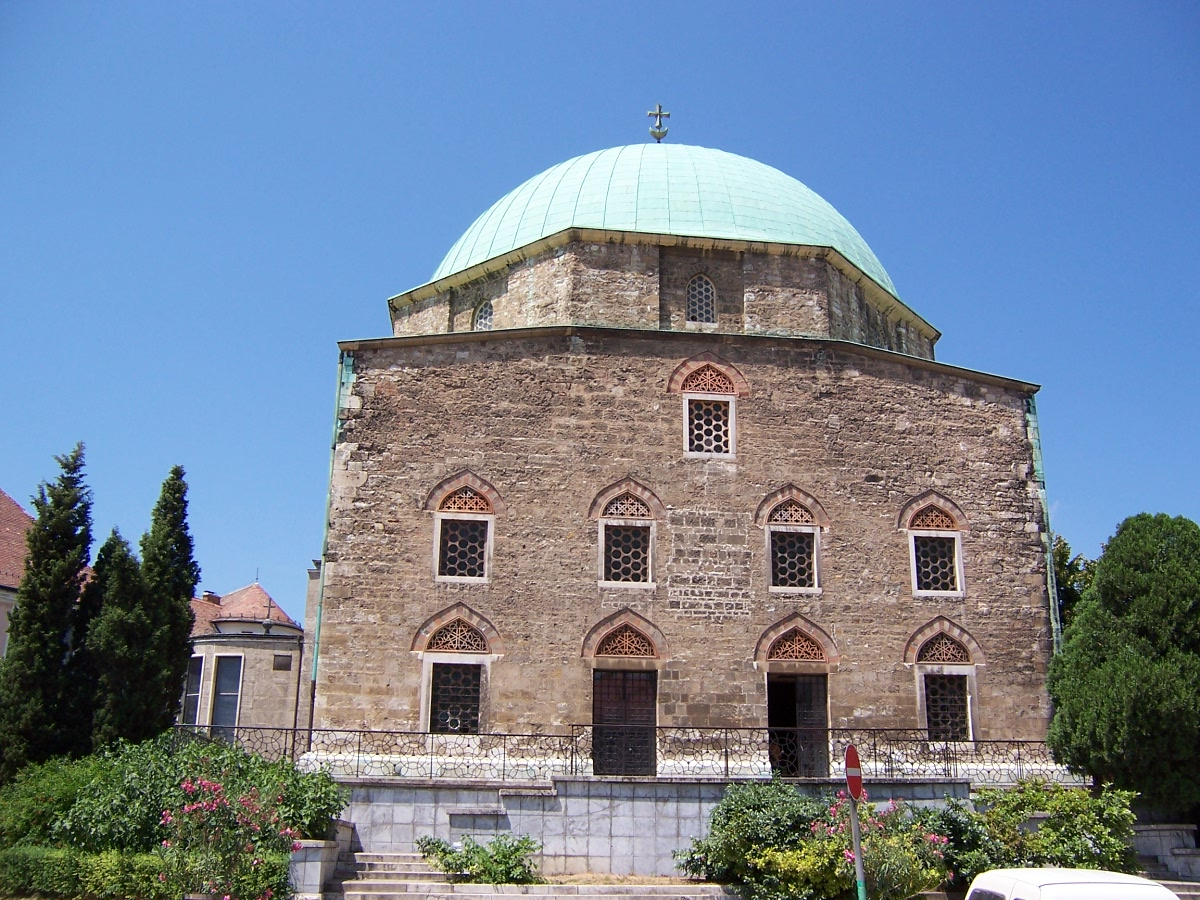
Mosquée.
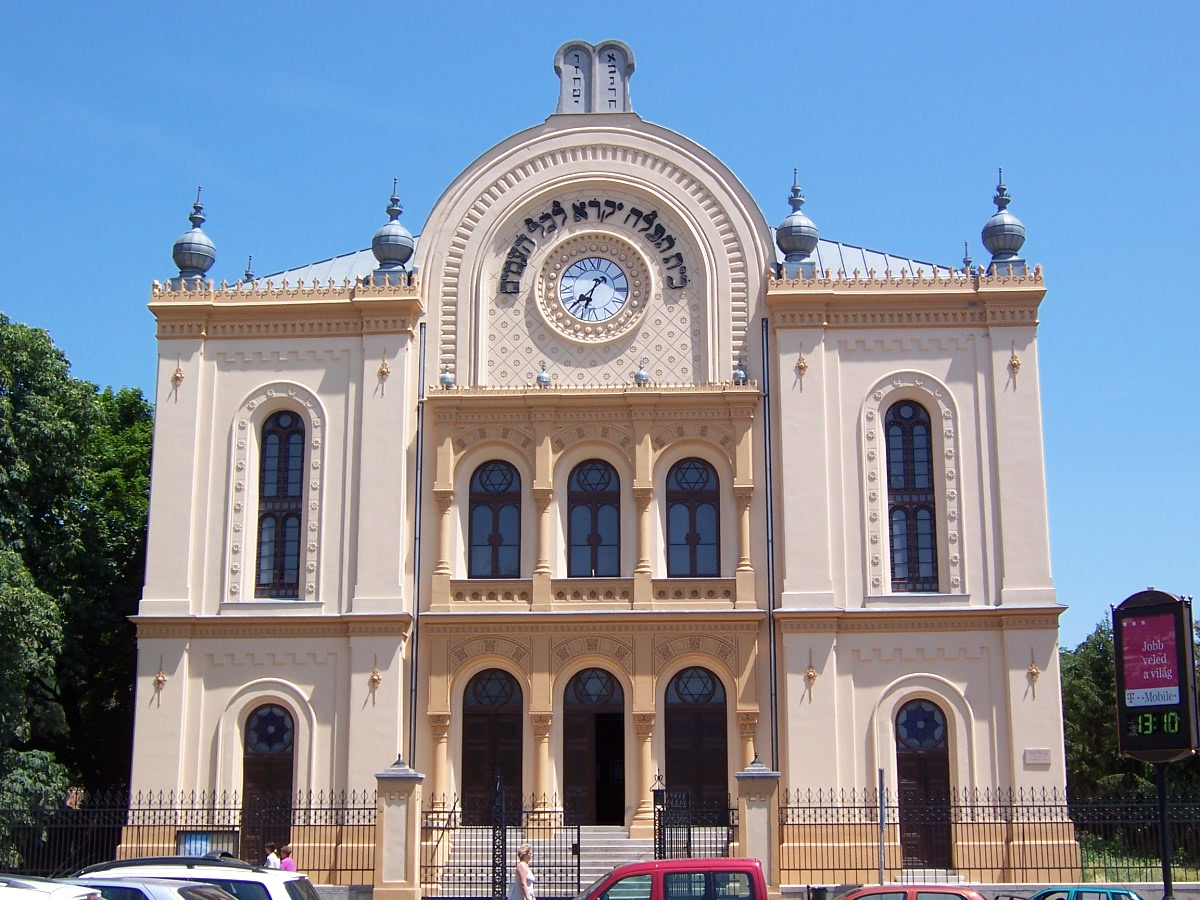
Synagogue.
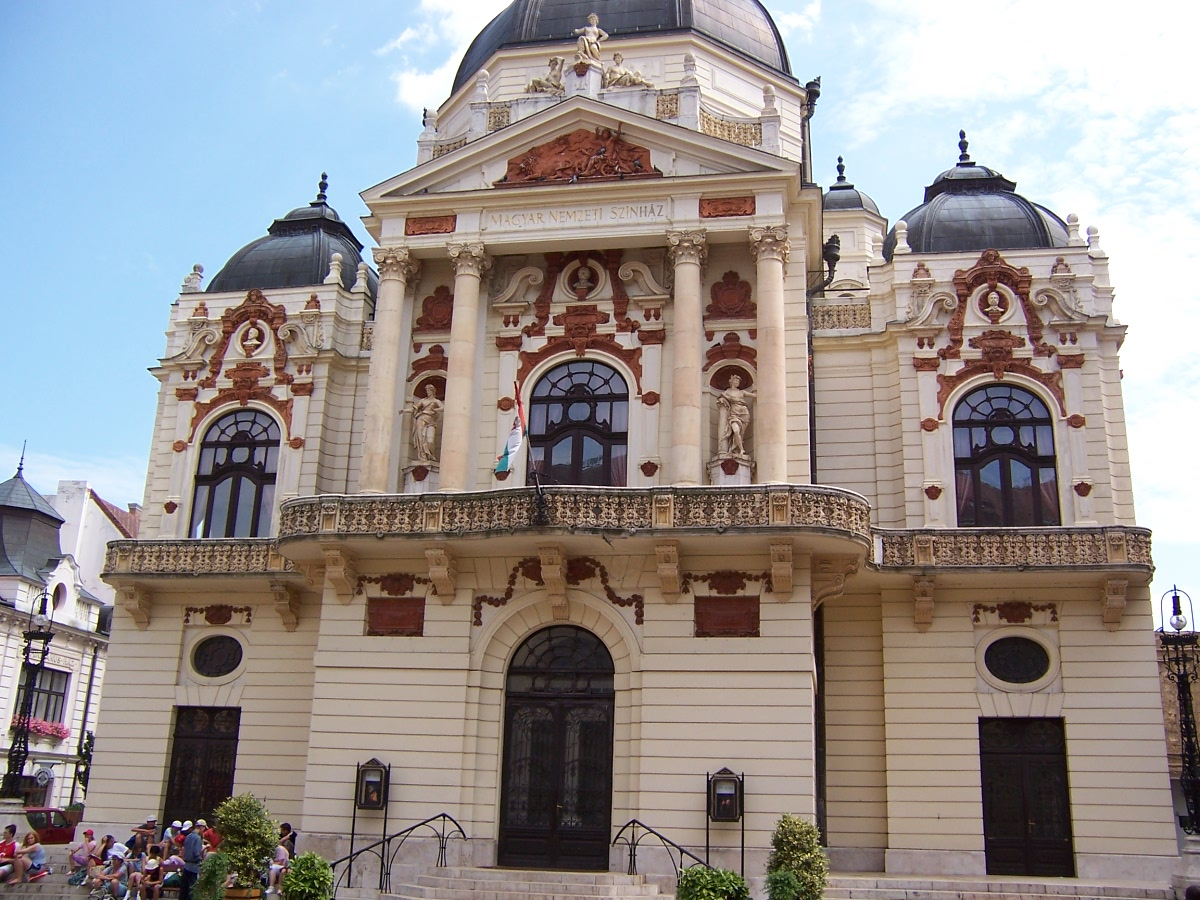
Théâtre National.
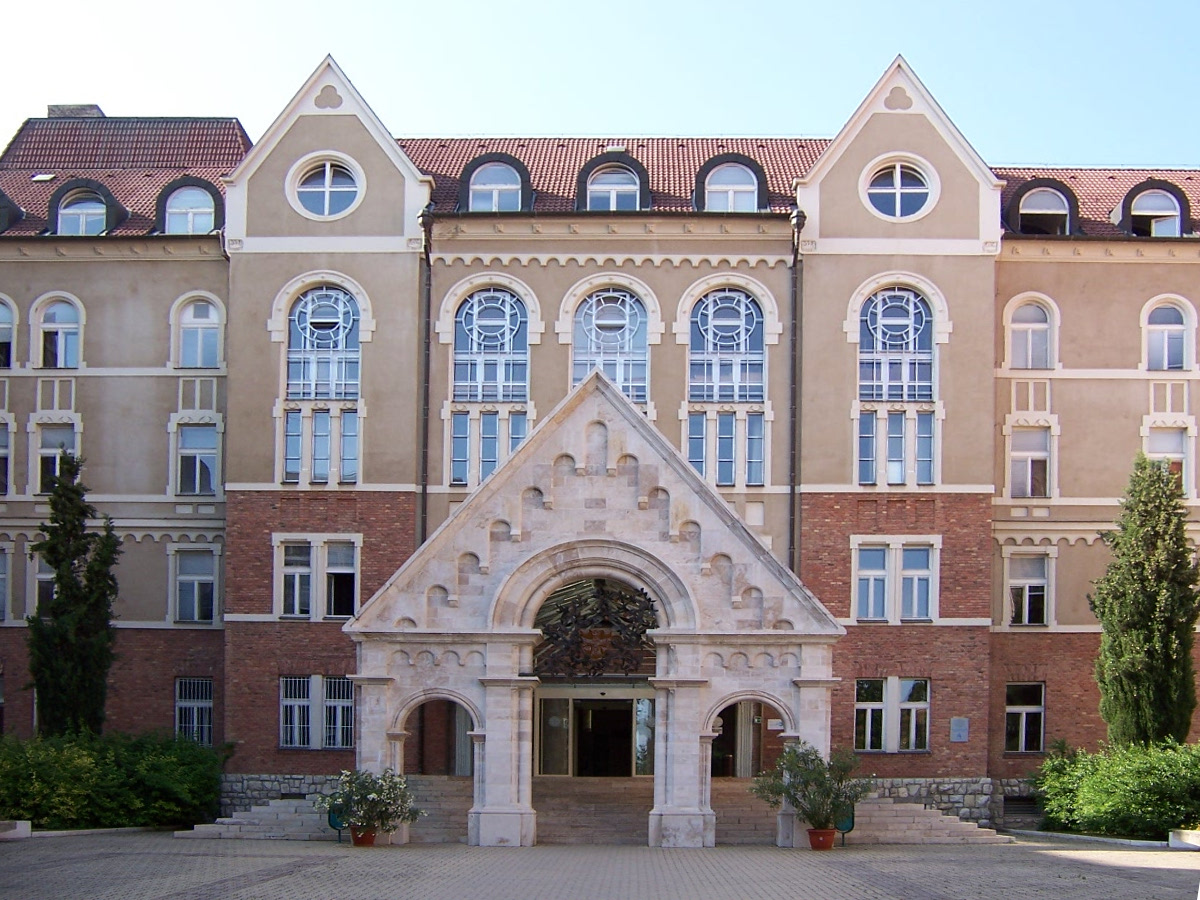
Université.
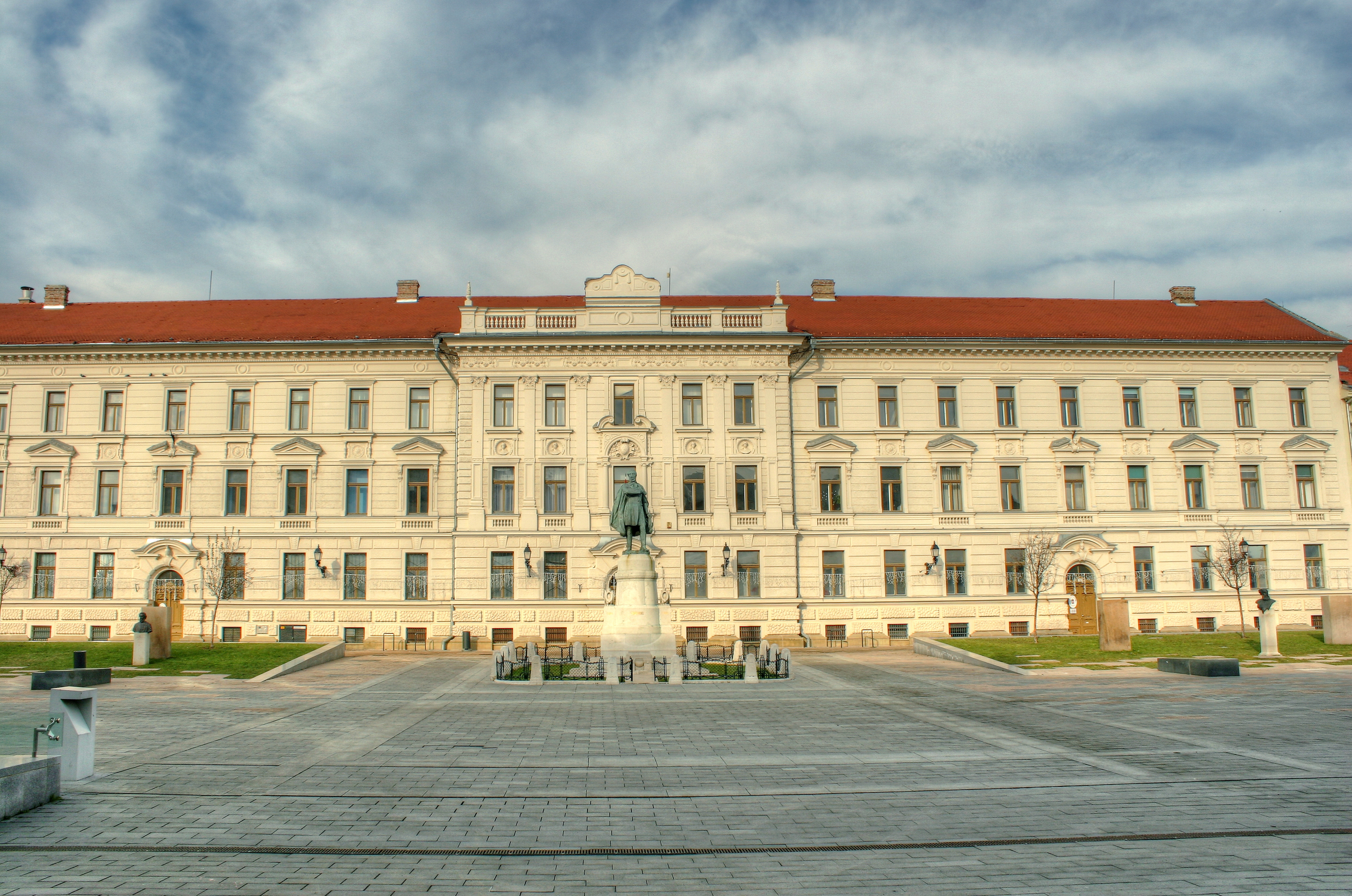
Place Kossuth.

## Relations internationales

### Jumelages
La ville de Pécs est jumelée avec :
| Ville | Ville            | Pays | Pays               | Période               |
| ----- | ---------------- | ---- | ------------------ | --------------------- |
|       | Aix-en-Provence, |      | France             | depuis décembre 2011  |
|       | Arad             |      | Roumanie           | depuis 2000           |
|       | Beyoğlu          |      | Turquie            | depuis 2018           |
|       | Chiraz           |      | Iran               | depuis 2015           |
|       | Cluj-Napoca,     |      | Roumanie           | depuis février 1990   |
|       | Cracovie,        |      | Pologne            | depuis le 27 mai 1987 |
|       | Dijon            |      | France             |                       |
|       | Fellbach,        |      | Allemagne          | depuis 1986           |
|       | Graz,            |      | Autriche           | depuis novembre 1989  |
|       | Grenoble         |      | France             |                       |
|       | Kütahya          |      | Turquie            | depuis 1981           |
|       | Lahti,           |      | Finlande           | depuis 1956           |
|       | Lyon             |      | France             | depuis 1998           |
|       | Namur            |      | Belgique           |                       |
|       | Novi Sad,        |      | Serbie             | depuis 2009           |
|       | Olomouc          |      | Tchéquie           |                       |
|       | Osijek           |      | Croatie            | depuis 1973           |
|       | Pula             |      | Croatie            |                       |
|       | Samobor          |      | Croatie            | depuis 2000           |
|       | Seattle,         |      | États-Unis         | depuis 1991           |
|       | Sliven           |      | Bulgarie           | depuis 1969           |
|       | Terracine        |      | Italie             | depuis 1996           |
|       | Tucson           |      | États-Unis         | depuis 1992           |
|       | Tuzla,           |      | Bosnie-Herzégovine | depuis 1997           |

## Personnalités liées à la localité
- Leó Festetics (1800-1884), compositeur, né à Pécs ;
- Vilmos Zsolnay (1828-1900), industriel de la porcelaine, né et décédé à Pécs ;
- Victor Vasarely (1906-1997), plasticien, né à Pécs puis naturalisé français ;
- László Sólyom (1942-2023), juriste, homme politique, président de la République, né à Pécs ;
- István Nemere (1944-2024), auteur de science-fiction et espérantiste, né à Pécs ;
- Jenő Jandó (1952-2023), pianiste, né à Pécs ;
- Béla Tarr (1955-), réalisateur, scénariste et producteur, né à Pécs ;
- Katinka Hosszú (1989-), nageuse, y est née.